# 副砲

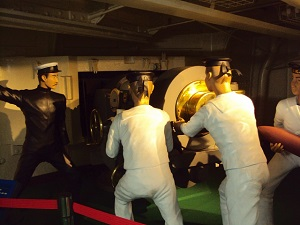
戦艦三笠の副砲砲室内の様子

副砲（ふくほう 英:Secondary gun）は艦砲の一種である。主砲では対応できない水雷艇などの小型艦艇、また航空機を攻撃するために用いられる。

## 概要
小型艦艇・航空機など高速、小型のものを攻撃する場合、特に強大な戦艦の主砲では弾薬は限られており、旋回速度も遅いため、副砲が使われる。副砲には、15センチ前後のものがよく使われた。
副砲には砲塔式とケースメイト式がある。当初、巡洋戦艦として建造された赤城 (空母)には、ケースメイトの副砲がついていた。大和型戦艦の三連装15.5センチ副砲は元来最上型重巡洋艦が軽巡洋艦として建造された当時の主砲であったが、とても強力な砲であった。
相対的に主砲口径が小さい巡洋艦では副砲を装備することは少ないが、航空機の空襲に対抗する高角砲（対空砲）がこれに当たることもあった。
第二次世界大戦後、艦載兵器の主力は急速にミサイルへ移行し、艦載砲は大部分が主砲1門のみに縮減された。しかし冷戦終結後、イージス艦「コール」が大破させられた事件を契機に、小型艇による自爆テロなど非正規武装勢力による至近からの奇襲に対する即応性、あるいは海上警備行動における臨検などでの使いでに優る砲熕兵器は再び増加に転じつつある。多くは機銃座やこれを自動化したRWS程度だが、30ｍｍ機関砲クラスと小とはいえ砲塔を備えるものもある。

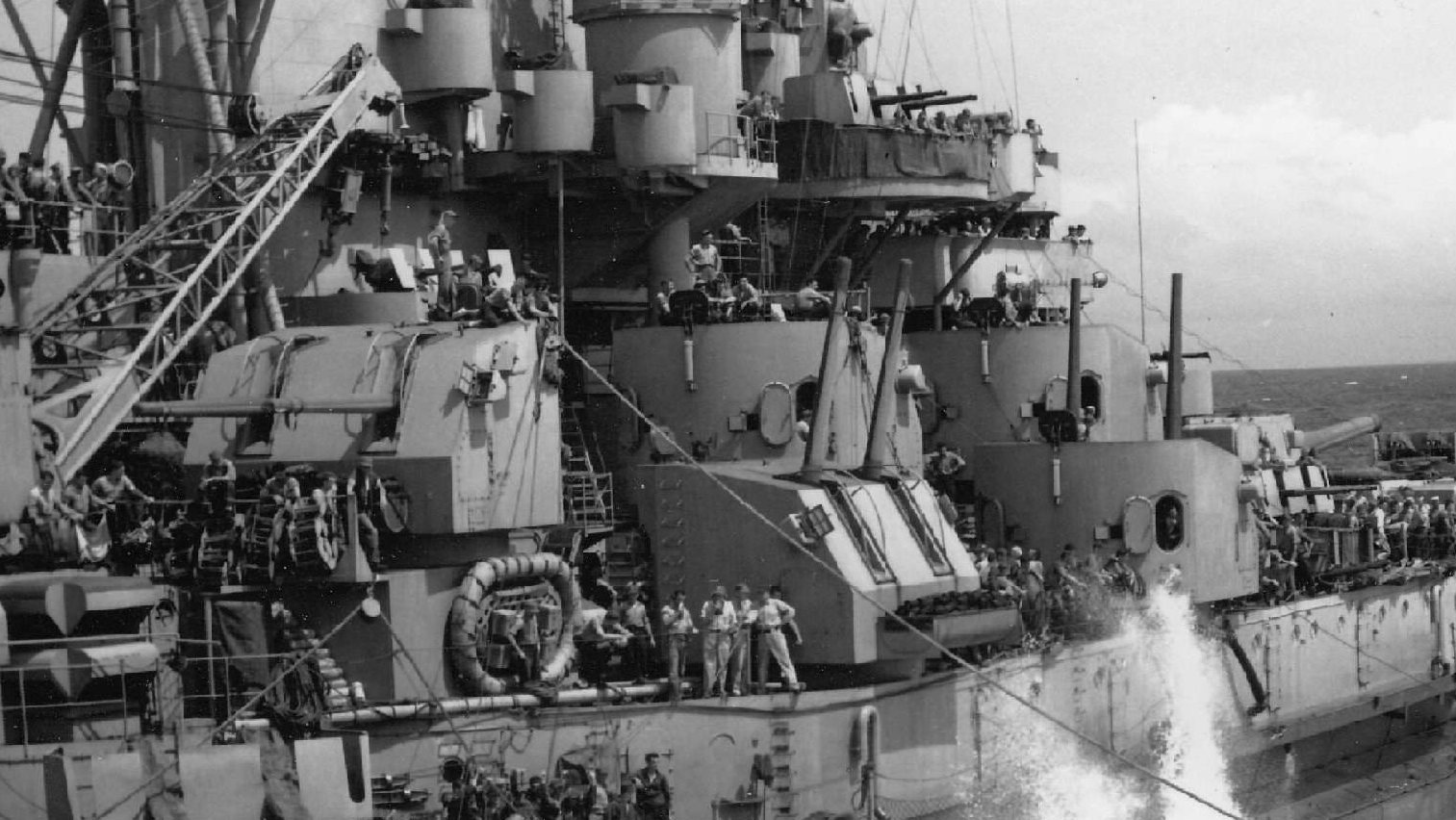
アメリカ戦艦は副砲・高角砲両用のMk 12 5インチ砲とした
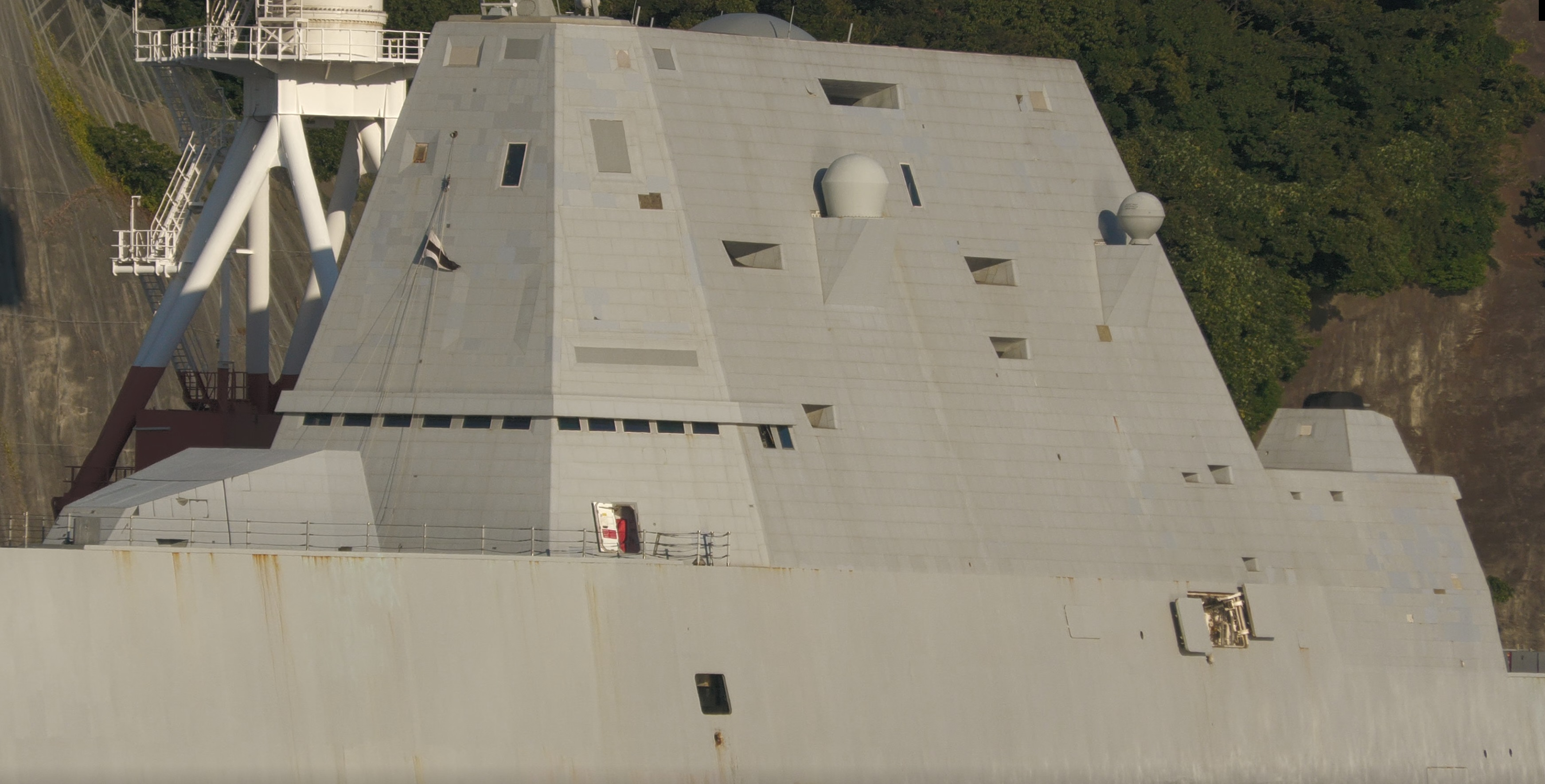
ズムウォルト級駆逐艦。前部に主砲AGS 155mm砲、後部に30mm機関砲Mk46

## 補助砲

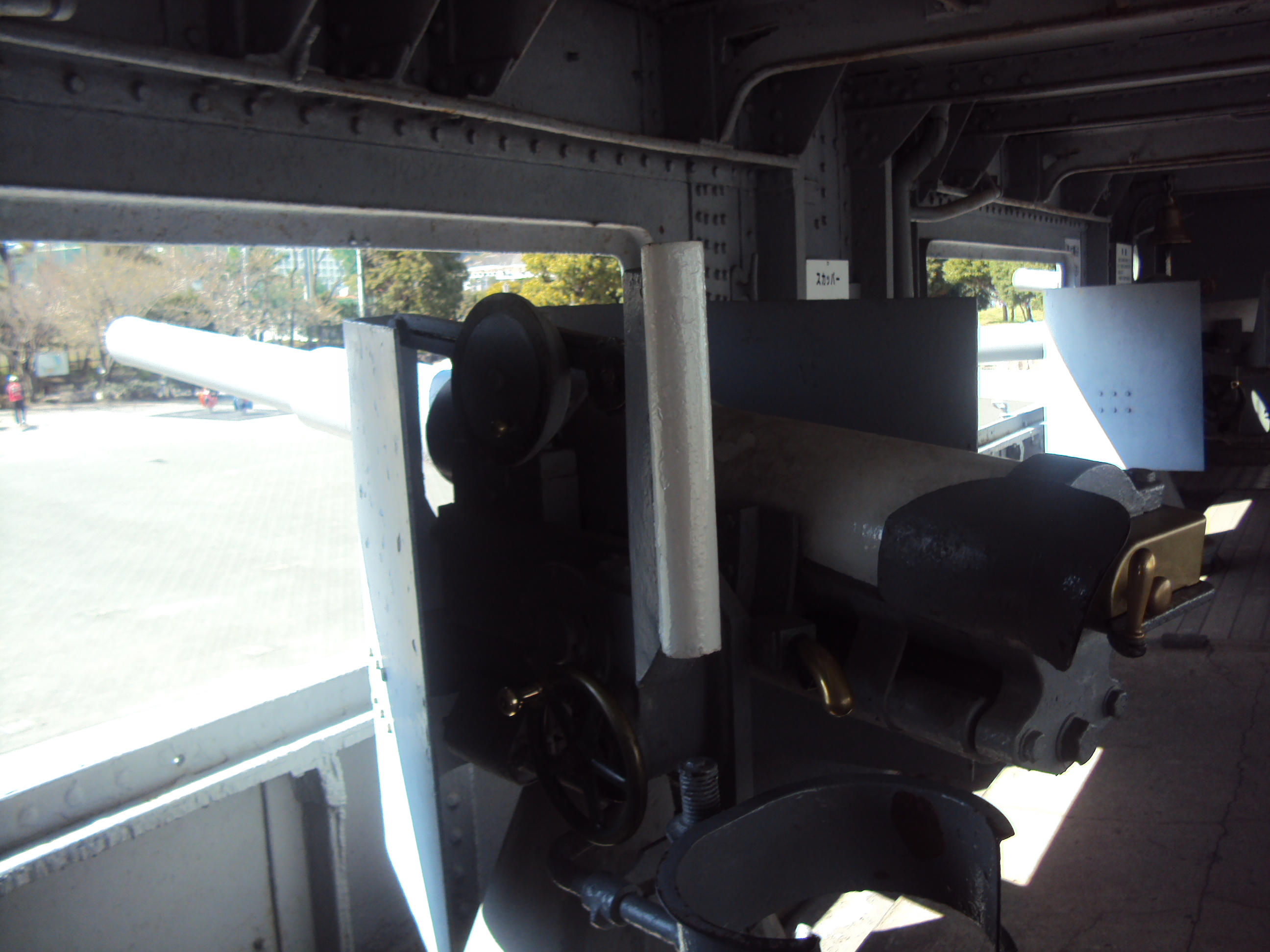
三笠の8センチ補助砲

前弩級戦艦には対水雷艇用の補助砲がついていた。補助砲には口径8センチ前後のものが多かった。

## 戦闘車両
戦闘車両の大多数は、艦船に比べ重量容積の著しい制約から主砲1門のみを装備するが、「陸上軍艦」の発想を原点とする戦車は初期には多砲塔戦車のように複数の武装を備えたものが少なくなかった。戦車が長足の発展を遂げた第二次世界大戦の後期にも、主砲の強大化で生じた携行弾数や装填速度の制約を補うためマウス超重戦車や五式中戦車 チリ等、副砲を備えることが試みられたものもあった。
冷戦後現在の主力戦車でも、主砲弾薬と車体自体の大重量化の限界に行き当たりつつあり、2022年にはドイツとアメリカが相次いで軽目標に対処する機関砲搭載RWSを装備する主力戦車コンセプトモデルを発表している
。それ以前にも、やや特殊事例に当たるがイスラエルのメルカバ戦車は60mm迫撃砲を装備した。

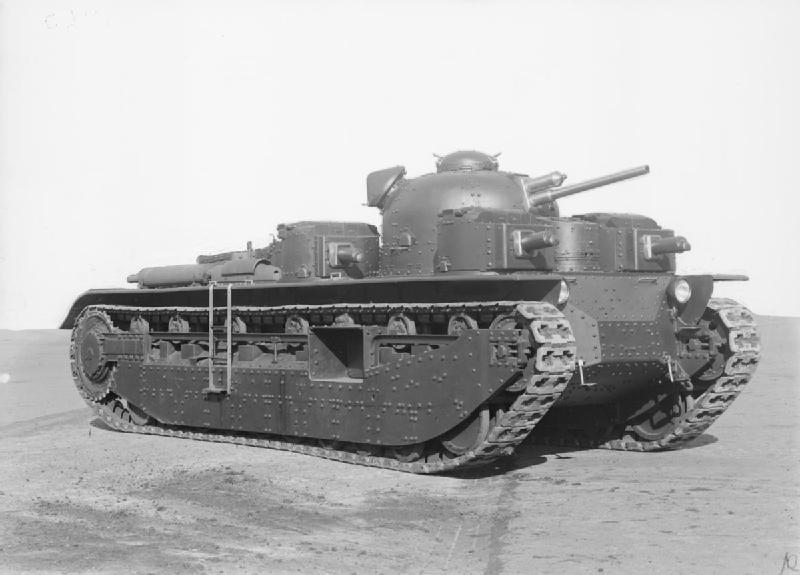
インディペンデント多砲塔戦車
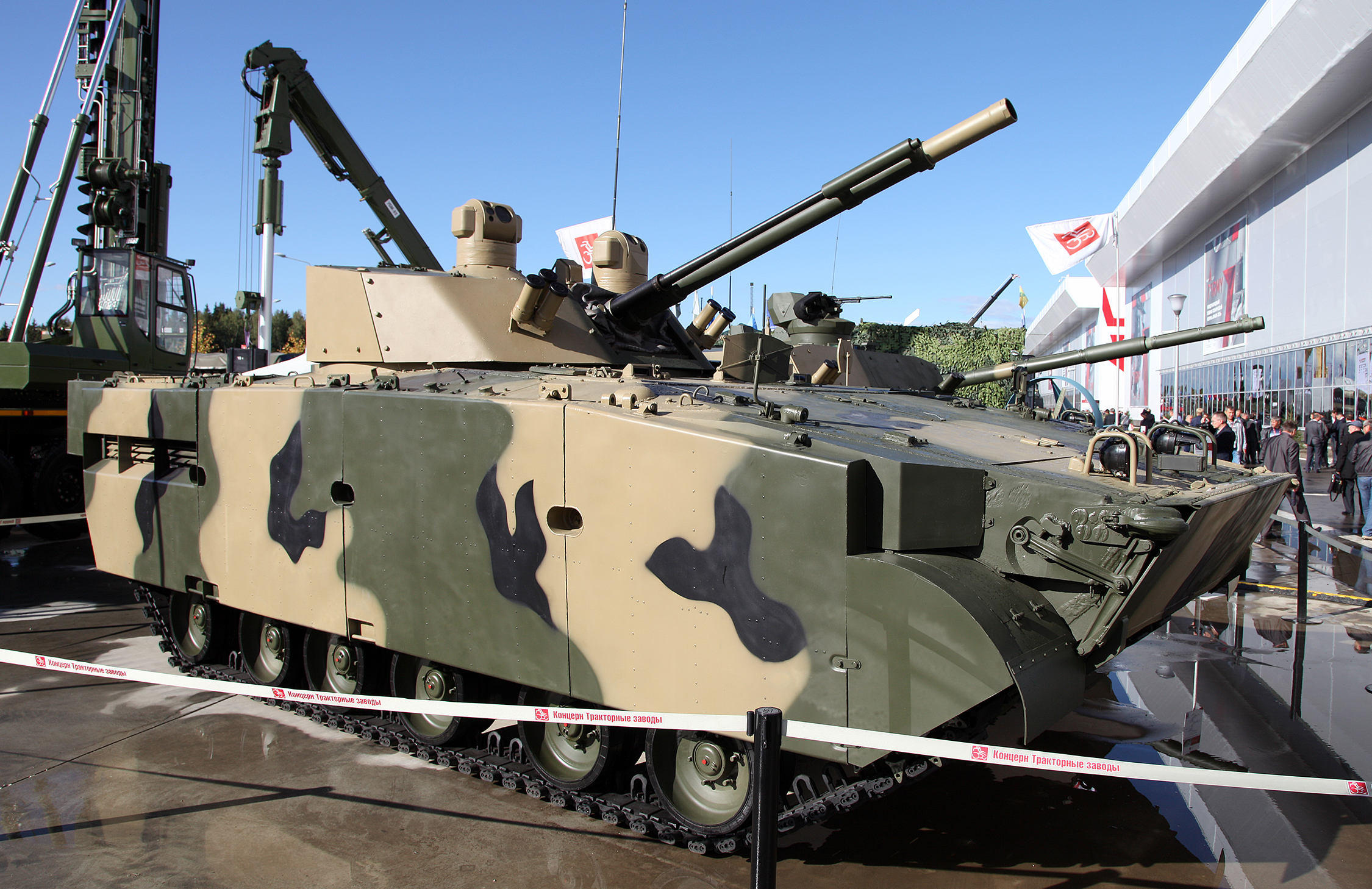
30mm機関砲と100mmガンランチャーを同軸装備するBMP-3歩兵戦闘車
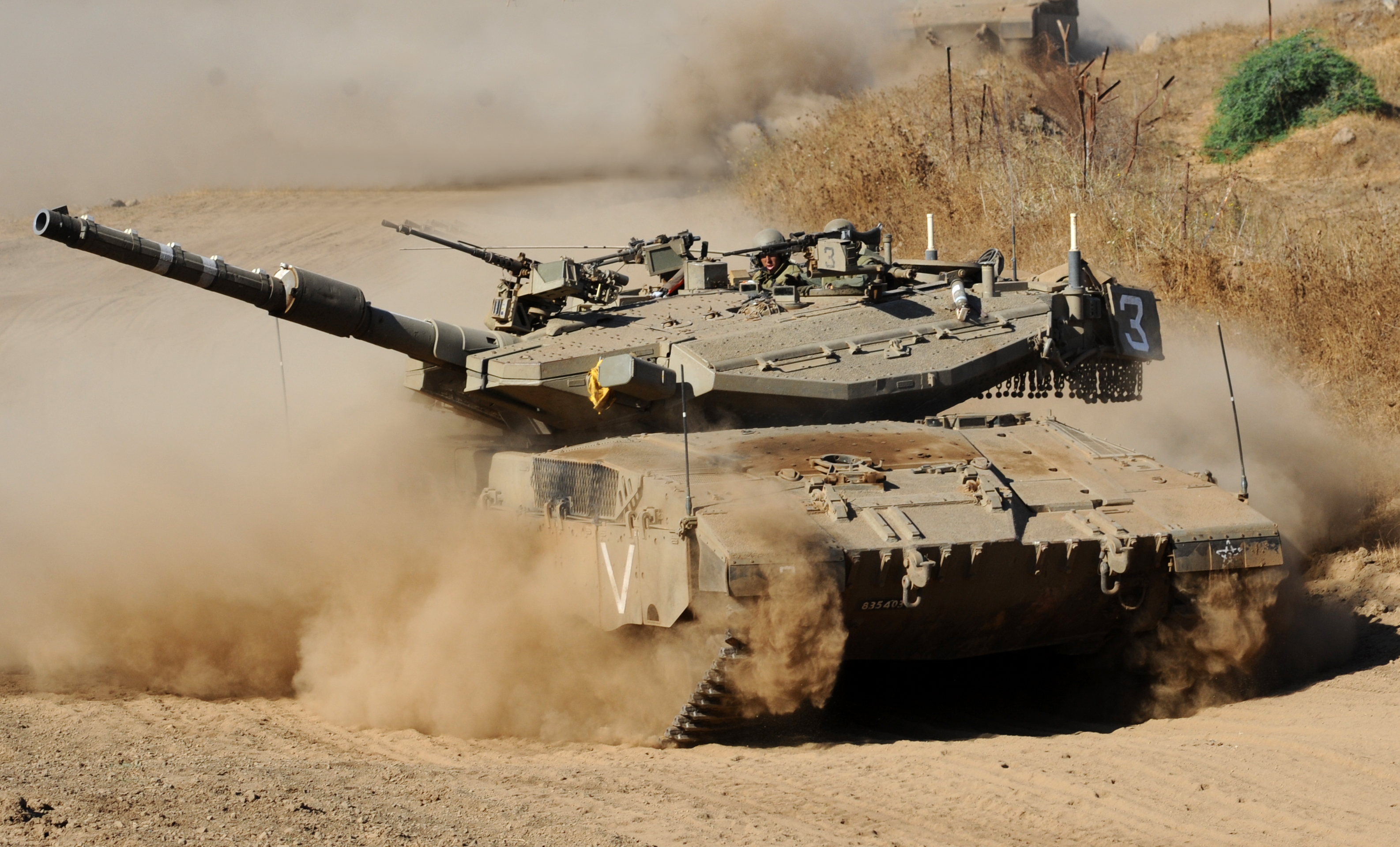
メルカバMk3。砲塔上の、乗員の顔の手前側にあるのが迫撃砲のボールマウント状砲口部
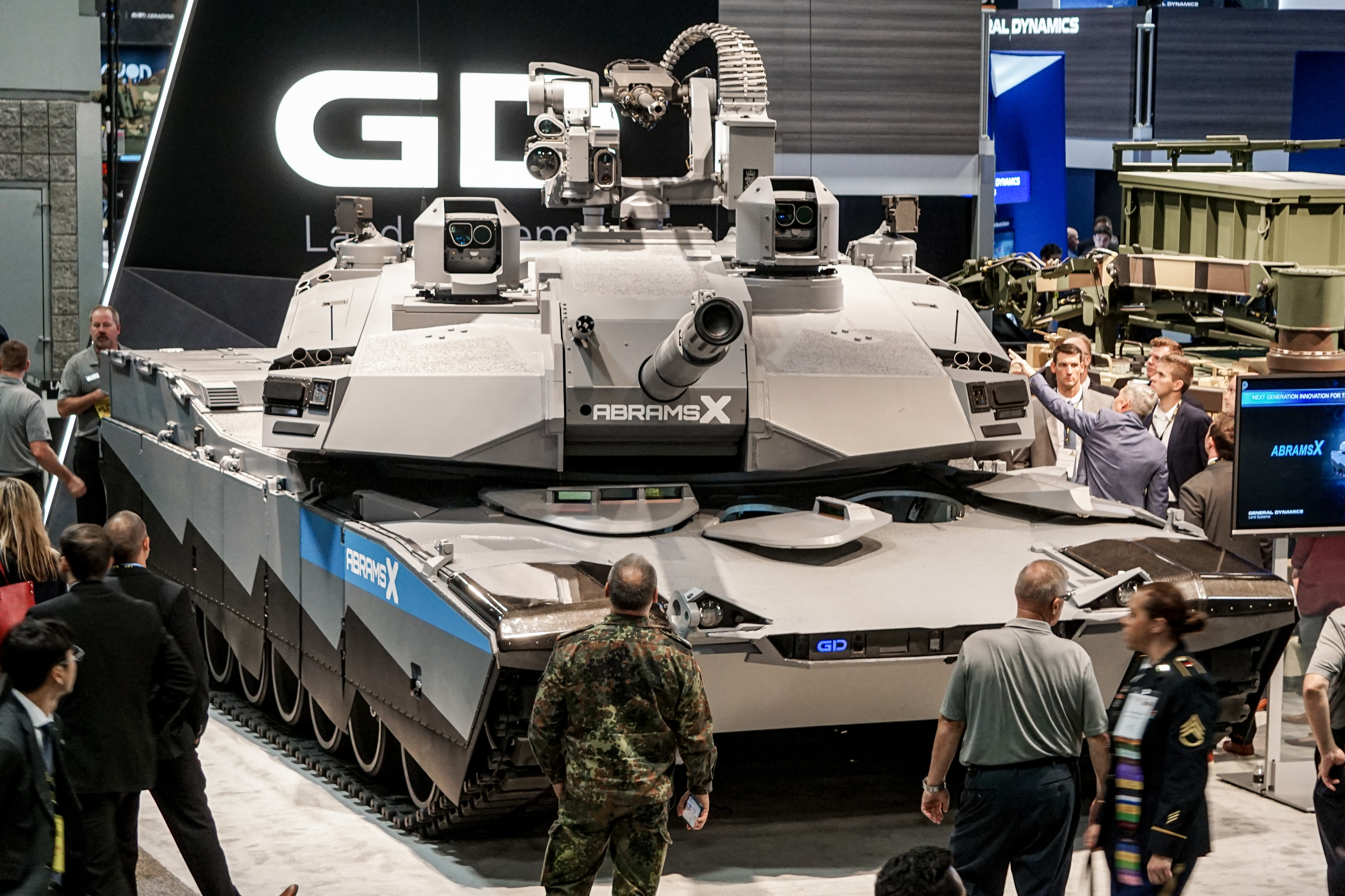
エイブラムスX（2022年）